# Gangbro
En gangbro eller fodgængerbro er en bro, der gør det muligt for fodgængere at komme over veje, jernbaner, dale, vandløb mv. De kan være udført af forskellige materialer og kan udformes både som faste og til at åbne, så for eksempel skibe kan passere. Længden kan variere fra få meter til flere hundrede meter. På grund af den ringe belastning og den som regel begrænsede spændvidde er der ofte stor frihed ved udformningen af gangbroer.
Ved veje og jernbaner anlægges gangbroer ofte af hensyn til sikkerheden og trafikafviklingen, herunder ikke mindst steder med høj fart og tæt trafik. Ved at fodgængerne benytter gangbroer kan de færdes i sikkerhed, og trafikken på veje og jernbaner kan foregå uden hensyn til folk, der skal på tværs. I praksis vælger en del fodgængere dog alligevel den direkte vej i niveau for at undgå omveje og højdeforskelle. Derfor opsættes nogle steder hegn og andre afspærringer for dermed at tvinge folk til at benytte gangbroerne.
En særlig form for gangbroer er skyways, der er lukkede eller overdækkede broer, der bruges til at forbinde to eller flere bygninger med.